# Розсохувата (притока Сороки)
Розсохувата — річка в Україні, в Дашівській селищній громаді Гайсинського району Вінницької області. Права притока річки Сорока (притока Собу, басейн Південного Бугу). 
Довжина — 15 км, площа — 90 км². Тече через села Тарасівка, Росоховата та в селі Слободище впадає у Сороку за 14 км від її гирла. 

## Притоки
- Річка без назви - ліва притока, протікає через село Росоховата. Довжина річки - 6 км, площа басейну - 14,4 км². Впадає в Розсохувату за 9 км від її гирла.

- Річка без назви - права притока, протікає через селище Гадаї та село Росоховата. Довжина річки - 5,8 км, площа басейну - 15,9 км². Впадає у Розсохувату за 7 км від її гирла.

## Галерея

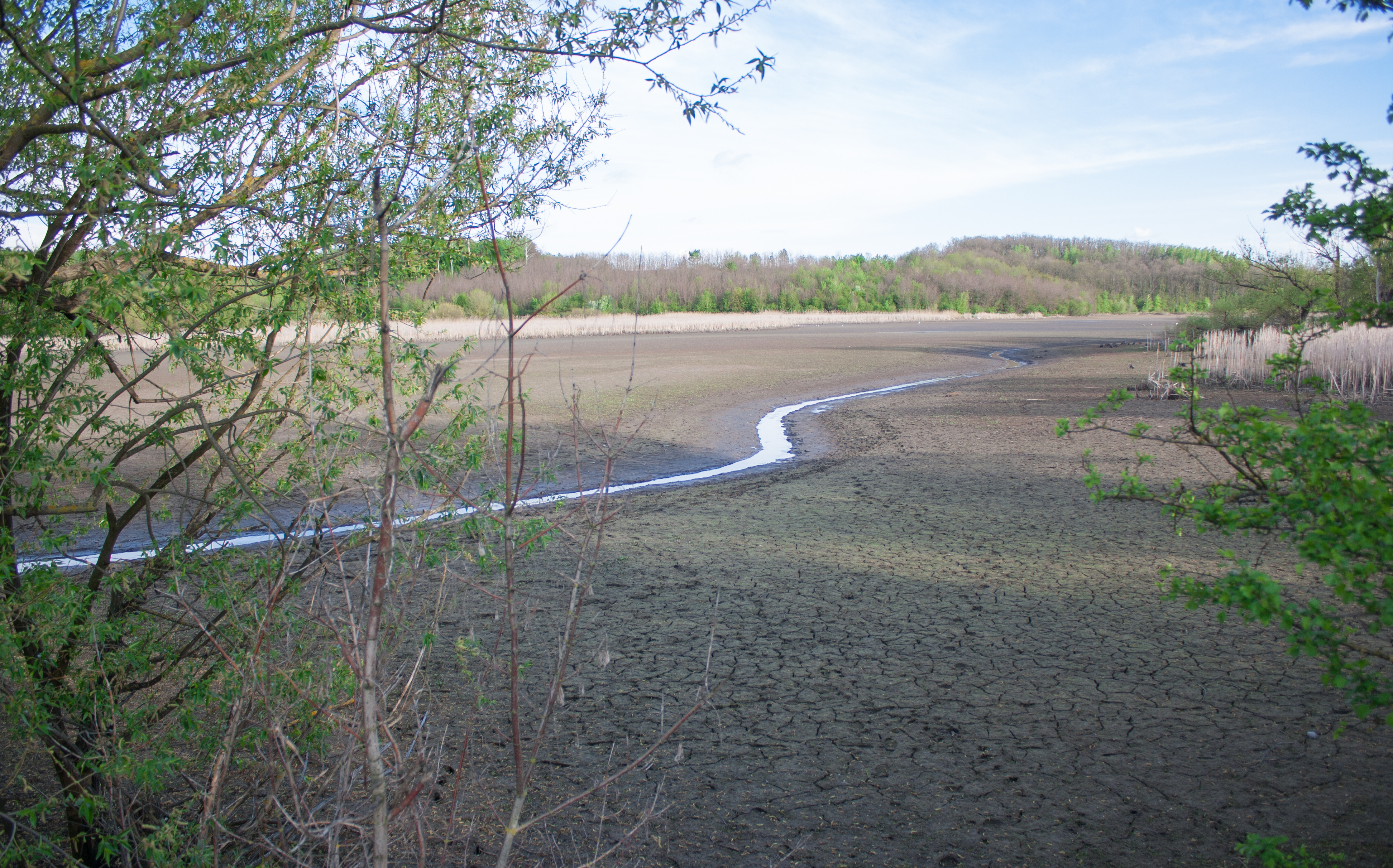
Річка в селі Росоховата
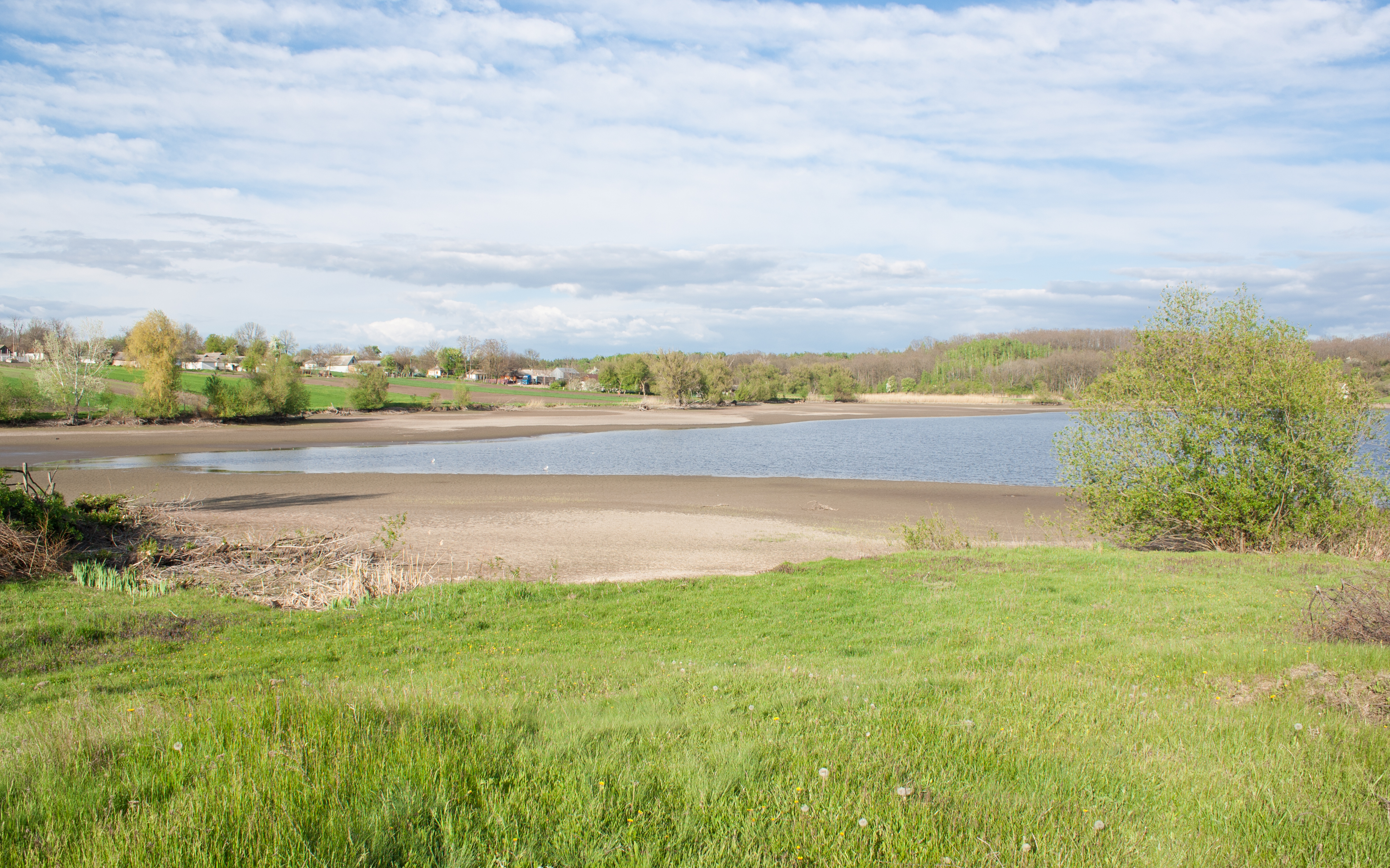
Ставок на річці в селі Росоховата